# Raphaël Lavaud
Pour les articles homonymes, voir Lavaud.

b Matchs officiels uniquement.
Raphaël Lavaud, né le 18 janvier 1888 à Bordeaux et mort le 11 octobre 1958 à Neuilly-sur-Seine, est un joueur international français de rugby à XV évoluant au poste de deuxième ligne en équipe nationale et troisième ligne aile en club. 

## Biographie
Engagé volontaire lors de la Première Guerre mondiale, Raphaël Lavaud obtient le grade de sergent puis celui de lieutenant en octobre 1914, et, en 1916, il est nommé capitaine. Blessé deux fois, il est médaillé Croix de Guerre 14-18 avec palmes et reçoit le titre de Chevalier de la Légion d'honneur en 1916.
Membre du comité de sélection de l'équipe de France et président du comité du Languedoc, il doit cesser ses activités fin 1921 avec son départ en Syrie.
En 1928, il continue sa carrière militaire au Liban au 81e régiment d'infanterie et au 8e bataillon de chasseurs.

## Carrière de joueur
Raphaël Lavaud est un joueur de rugby à XV et effectue sa carrière au sein des clubs suivants :
- US Carcassonne
- CA Brive
- Stade niortais
- Stade olympien des étudiants de Toulouse
- Stade toulousain
- RC Narbonne
- Bordeaux Étudiants Club

International no 93, en 1914, il obtient deux capes en équipe nationale dans le cadre du Tournoi des cinq nations contre l'Irlande et le pays de Galles.